# جان ویلوبی وینترتون
جان ویلوبی وینترتون (انگلیسی: John Winterton؛ ۱۳ آوریل ۱۸۹۸ – ۱۴ دسامبر ۱۹۸۷) فرد نظامی اهل بریتانیا بود. وی همچنین برندهٔ جوایزی همچون نشان حمام و نشان امپراتوری بریتانیا شده‌است.